# National Volunteers

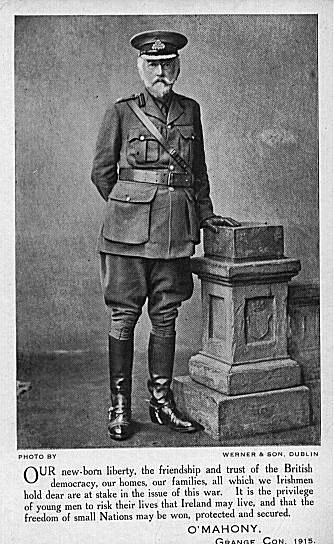
Werbung für die National Volunteers mit Pierce O’Mahony von der Irish Parliamentary Party

National Volunteers (irisch na hÓglaigh Náisiúnta) ist der Name einer irischen Organisation am Anfang des 20. Jahrhunderts, die sich zusammen mit ihrem Anführer John Redmond aus den Irish Volunteers abspaltete, nachdem die Rolle der Irish Volunteers bezüglich des Ersten Weltkrieges innerhalb der Gruppe umstritten war.

## Vorgeschichte
Redmond, Führer der  Irish Parliamentary Party, hatte nichts mit der ursprünglichen Gründung der Irish Volunteers zu tun. Als er allerdings sah, wie populär sie geworden war, erkannte er die Gefahr, die diese unabhängige Organisation für seine Macht bedeutete, und so versuchte er, Einfluss auf die Volunteers zu nehmen. Eoin MacNeill und Sir Roger Casement hatten zusammen mit anderen Führern der Volunteers immer die Unterstützung Redmonds gewollt, hatten aber nicht vor, ihm die Kontrolle zu überlassen. Doch im Juni 1914 bestand Redmond darauf, 25 Mitglieder seiner Wahl in den 27 Mann starken Kreis des Führungskomitees zusätzlich aufzunehmen. Zusammen mit einigen bestehenden Mitgliedern des Komitees, die Redmond bereits unterstützten, hätte Redmond damit die Kontrolle über die Irish Volunteers erreicht. Diesem Vorstoß Redmonds wurde von den radikaleren Mitgliedern des Komitees, allen voran Patrick Pearse, Seán Mac Diarmada und Éamonn Ceannt, die ebenfalls Mitglied der Irish Republican Brotherhood waren, zuerst entschieden entgegengetreten. Doch aus Angst einer Teilung der Volunteers stimmten sie Redmond schließlich zu. Durch die Unterstützung der Irish Parliamentary Party wuchs die Organisation dramatisch.

## Der Erste Weltkrieg / Gründung der National Volunteers
Nach dem Ausbruch des Ersten Weltkrieges im August 1914 und die erfolgreiche Einbringung der dritten Home Rule hielt Redmond am 20. September eine bedeutsame Rede in Woodbridge (Grafschaft Wicklow), in der er die Volunteers dazu aufrief, sich für ein irisches Corps innerhalb der britischen Armee einzutragen. Damit verfolgte er zwei Ziele: Erstens war es im Interesse einen ganzheitlichen Home Rule, es der Ulster Volunteer Force gleichzutun, und zweitens hoffte er, dass die Volunteers bei der Rückkehr vom (wie man damals glaubte) kurzen Krieg gegen Ende 1915 eine bewaffnete und erfahrene Armee sein würde, die die Entscheidung bezüglich der Teilung der Insel notfalls gewaltsam beeinflussen könnte. Nahezu alle ursprünglichen Führer lehnte diese Forderung Redmonds ab. Sie entließen sämtliche Anhänger Redmonds, die daraufhin die National Volunteers gründeten.
Die meisten Mitglieder blieben jedoch Redmond gegenüber loyal, und so kam es, dass 175.000 Mitglieder aus den Irish Volunteers austraten und in die National Volunteers wechselten – lediglich 13.500 blieben. Die meisten National Volunteers, wie auch viele weitere Iren, folgten schließlich dem Aufruf Redmonds, unter ihnen waren auch die Parlamentarier William O’Brien und D. D. Sheehan, und traten entweder der 10. oder der 16. irischen Division der britischen Kitcheners Armee bei. Redmond wurde bei der Rekrutierung unter anderem auch von Pierce Charles de Lacy O’Mahony unterstützt.
Die Erwartungen Redmonds wurden jedoch schnell über den Haufen geworfen. Zuerst verweigerten die Briten den irischen Divisionen eigene Landsleute als Offiziere – stattdessen wurden sie, im Gegensatz zu den Soldaten aus Ulster, von Engländern angeführt. Dann dauerte der Krieg länger als gedacht, und 1916 kam es zum Osteraufstand von verbliebenen Mitgliedern der Irish Volunteers. Nicht zuletzt der Tod Redmonds im Januar 1918 und der Ausgang der Unterhauswahl 1918 schwächten die National Volunteers. Die Partei Sinn Féin holte bei den Wahlen 70 % der in Irland vergebenen Sitze, obwohl zahlreiche Kandidaten zur Zeit der Wahl im Gefängnis saßen. Die Abgeordneten traten ihre Mandate im Unterhaus jedoch nicht an, sondern schlossen sich zum Dáil Éireann zusammen. Das erste Zusammentreten des Dáil am 21. Januar 1919 markierte gleichzeitig den Beginn des Irischen Unabhängigkeitskriegs. Viele Iren, so wie Tom Barry, die aus dem Krieg zurückkehrten, spielten darin eine große Rolle und halfen, die IRA in eine effektive, disziplinierte Gruppe umzugestalten.
Während des nach Abschluss des Anglo-Irischen Vertrags 1921 ausgebrochenen irischen Bürgerkriegs spielten die National Volunteers eine große Rolle bei der Gründung der neuen Armee des Irischen Freistaats unter Michael Collins. Ihre militärische Disziplin und ihre Erfahrungen halfen, den neuen Staat nicht in Anarchie und Chaos versinken zu lassen, und sorgten dafür, dass die Revolte der Vertragsgegner innerhalb eines Jahres unter Kontrolle gebracht wurde.